# Bloomfield Township (Oakland County, Michigan)
Bloomfield Township ist ein charter Township in Oakland County im US-Bundesstaat Michigan. Das U.S. Census Bureau hat bei der Volkszählung 2020 eine Einwohnerzahl von 44.253 ermittelt.
Es ist ein wohlhabender Vorort von Detroit, der gelegentlich nur Bloomfield genannt wird, und die offizielle Bezeichnung Charter Township of Bloomfield trägt, um zu verdeutlichen, dass die Township über erweiterte Kommunalrechte verfügt. 
Der Township wurde 1827 etabliert, als erster Township von Oakland County. In seinen Grenzen befindet sich der Oakland Hills Country Club, wo der 2004 Ryder Cup Golf Wettbewerb stattfand. Viele Bewohner haben ihre Postadresse entweder unter Bloomfield Hills oder Birmingham, da die Postbezirke dieser benachbarten Städte sich über die Kommunalgrenzen hinaus erstrecken.

## Persönlichkeiten
- Aretha Franklin (1942–2018), Sängerin
- Gary Peters (* 1958), US-Senator
- Elizabeth Reaser (* 1975), Schauspielerin
- Abby Quinn (* 1996), Filmschauspielerin